# Elizabeth Cellier
Elizabeth Cellier, ou Mme Cellier, ou «la sage-femme papiste», (?-?) est une sage-femme anglaise du XVIIe siècle victime de l'anticatholicisme en Angleterre. Jugée pour trahison et acquittée en 1680 pour son implication présumée dans le complot contre le futur roi Jacques II, elle est connue pour ses pamphlets et sa lutte pour faire progresser le statut de la sage-femme.

## Biographie
Aucune information n'a subsisté sur Elizabeth Cellier avant son mariage avec Peter Cellier, un Français, et sa conversion au catholicisme après la mort de son père et de son frère le même jour pendant la guerre civile. 

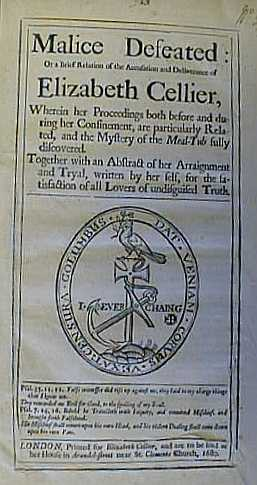
Page de garde de "La Malveillance vaincue" par Elizabeth Cellier, publié à Londres en 1680.

Dénoncée avec Lady Elizabeth Herbert, marquise de Powis, pour laquelle elle travaille dans le cadre de ses œuvres de charité, par Thomas Dangerfield, selon toute vraisemblance pour leur avoir retiré leur aide alors qu'il était en prison, elle est accusée de haute trahison contre le roi Jacques II. La preuve à charge est un document décrivant le complot que Dangerfield a caché dans un pot de cuisine chez Cellier. Le procès a lieu le 11 juin 1680 et elle est acquittée. Elle publie alors sa version des évènements dans un pamphlet : La Malveillance vaincue, ou une brève description de l'accusation et de la libération d'Elizabeth Cellier.
La publication du pamphlet conduit non seulement à une longue série de brochures pour et contre elle, mais aussi à sa deuxième poursuite. On l'accuse de diffamation contre le roi et le ministère, car elle allègue que deux témoins dans l'affaire Edmund Berry Godfrey ont été torturés (dans le cas de Miles Prance, l'accusation est probablement vraie). Elle est  condamnée à payer une amende de 1 000 £ et à se tenir trois fois au pilori.
Pendant le règne de Jacques II, elle propose la fondation d'une association de sages-femmes qualifiées et d'un hôpital pour enfants trouvés.
Elle serait enterrée dans la Great Missenden Church dans le Buckinghamshire.

## Publications
- Malice Defeated; or a brief relation of the Accusation and Deliverance of Elizabeth Cellier, Elizabeth Cellier, Londres, 1680
- « A scheme for the Foundation of a Royal Hospital and raising a revenue of £5000 or £6000 a year by and for the maintenance of a Corporation of skilful midwives », Elizabeth Cellier, Londres, 1687, Harleian Miscellany (IV, 142) et Somers Tracts (II, 243)
- To Dr. ______, An answer to his Queries concerning the College of Midwives, Elizabeth Cellier, Londres, 1688.

## Dans la littérature
Cellier a inspiré le roman historique "The Popish Midwife" d'Annelisa Christensen publié en 2016. Elle est également un personnage de "The Portingale" d'Alison Macleod, une biographie de la reine Catherine de Bragance.